# Багиров, Самир
Самир Багиров — азербайджанский эстрадный певец.

## Жизнь
Родился 21 августа 1967 года в г. Кахи. Во время учёбы в средней школе № 126 принимал участие в фестивалях и конкурсах пионерской песни. По её окончании поступил на вокальное отделение Азербайджанской государственной консерватории имени У. Гаджибекова. В то же время был солистом группы «Гюлистан» при «Гая».
В 1988 году — стал лауреатом республиканского конкурса «Бакинская Осень — 88». В 1989 году — поступил на вокальное эстрадное отделение Российской академии музыки имени Гнесиных (г. Москва) В 1991 Багиров стал лауреатом международного телевизионного конкурса «Ялта — 91». После конкурса «Ялта-91» оставил учебу в академии имени Гнесиных и стал работать в фирме «АРС» Игоря Крутого. В 1993 году Самир даёт первый сольный концерт во Дворце «Республика».
1995 год ознаменован выходом клипа на песню «Остров любви», написанную Самиром. За этот клип он получает первую премию на конкурсе клипов СНГ. В 1996 году во Дворце «Республика» прошёл второй сольный концерт Багирова «Мы так любим друг друга». В 2001 году клип «Севгилим» стал клипом из категории «The best».
Самир Багиров — дважды лауреат Независимой Общественной Национальной Премии «Гранд», обладатель двух «Алтун Нар» — Дуэт Статуэток, в номинации — лучший многожанровый эстрадный певец года (с Бриллиант Дадашевой).